# DC Universe Animated Original Movies
DC Universe Animated Original Movies è una serie di film d'animazione direct-to-video prodotti da Warner Bros. Animation, Warner Premiere e DC Comics con protagonisti i personaggi dell'Universo DC. Produttori come Bruce Timm hanno iniziato a collaborare alla serie nel 2006, con un progetto che prevede solitamente tre film all'anno distribuiti dalla Warner Home Video.
I film vedono spesso il ritorno di molti doppiatori che avevano lavorato su produzioni del DC Animated Universe. Tuttavia, a differenza di tali progetti (la maggior parte dei quali coinvolgevano anche Timm), i titoli della linea si rivolgono ad un pubblico più adulto e contengono spesso linguaggio forte, violenza e temi maturi. La maggior parte dei film sono classificati PG-13, ma alcuni sono classificati PG. Molti film sono adattamenti di storie originariamente presenti nei fumetti e graphic novel DC. 
Attualmente sono stati distribuiti 23 lungometraggi, 15 dei quali sono collegati tra loro in un unico universo narrativo (ispirato alla continuity recente dei New 52) e cinque cortometraggi.
Molti dei film sono inediti in Italia.

## Filmografia

### DC Animated Universe
- Batman e Harley Quinn (Batman and Harley Quinn), regia di Sam Liu (2017)
- Justice League vs. the Fatal Five, regia di Sam Liu (2019)

### DC Animated Movie Universe

#### Primo arco narrativo(2013-2020)
- Justice League: The Flashpoint Paradox, regia di Jay Oliva (2013)
- Justice League: War, regia di Jay Oliva (2014)
- Son of Batman, regia di Ethan Spaulding (2014)
- Justice League: Il trono di Atlantide (Justice League: Throne of Atlantis), regia di Ethan Spaulding (2015)
- Batman vs. Robin, regia di Jay Oliva (2015)
- Batman: Bad Blood, regia di Jay Oliva (2016)
- Justice League vs. Teen Titans, regia di Sam Liu (2016)
- Justice League Dark, regia di Jay Oliva (2017)
- Teen Titans: The Judas Contract, regia di Sam Liu (2017)
- Suicide Squad - Un inferno da scontare (Suicide Squad: Hell to Pay), regia di Sam Liu (2018)
- The Death of Superman, regia di Jake Castorena e Sam Liu (2018)
- Constantine: City of Demons, regia di Doug Murphy (2018)
- Il regno dei Superman (Reign of the Supermen), regia di Jake Castorena e Sam Liu (2019)
- Batman: Hush, regia di Justin Copeland (2019)
- Wonder Woman: Bloodlines, regia di Sam Liu e Justin Copeland (2019)
- Justice League Dark: Apokolips War, regia di Matt Peters e Christina Sotta (2020)

#### Secondo arco narrativo: Tomorrowverse(2020-2024)
- Superman: Man of Tomorrow, regia di Chris Palmer (2020)
- Justice Society: World War II, regia di Jeff Wamester (2021)
- Batman: Il lungo Halloween - Parte 1 (Batman: The Long Halloween, Part One), regia di Chris Palmer (2021)
- Batman: Il lungo Halloween - Parte 2 (Batman: The Long Halloween, Part Two), regia di Chris Palmer (2021)
- Lanterna Verde - Attenti al mio potere (Green Lantern: Beware My Power), regia di Jeff Wamester (2022)
- Legion of Super-Heroes, regia di Jeff Wamester (2023)
- Justice League: Warworld, regia di Jeff Wamester (2023)
- Justice League - Crisi sulle Terre infinite - Parte 1 (Justice League: Crisis on Infinite Earths - Part One), regia di Jeff Wamester (2024)
- Justice League - Crisi sulle Terre infinite - Parte 2 (Justice League: Crisis on Infinite Earths - Part Two), regia di Jeff Wamester (2024)
- Justice League - Crisi sulle Terre infinite - Parte 3 (Justice League: Crisis on Infinite Earths - Part Three), regia di Jeff Wamester (2024)

### DC Universe Animated Original Movies
- Superman: Doomsday - Il giorno del giudizio (Superman: Doomsday), regia di Bruce Timm, Lauren Montgomery e Brandon Vietti (2007)
- Justice League: The New Frontier, regia di Dave Bullock (2008)
- Batman - Il cavaliere di Gotham (Batman: Gotham Knight), regia di Toshi Himura e Bruce Timm (2008)
- Wonder Woman, regia di Lauren Montgomery (2009)
- Lanterna Verde - Prima missione (Green Lantern: First Flight), regia di Lauren Montgomery (2009)
- Superman-Batman: nemici pubblici (Superman/Batman: Public Enemies), regia di Sam Liu (2009)
- Justice League: La crisi dei due mondi (Justice League: Crisis on Two Earths), regia di Lauren Montgomery e Sam Liu (2010)
- Batman: Under the Red Hood, regia di Brandon Vietti (2010)
- Superman/Batman: Apocalypse, regia di Lauren Montgomery (2010)
- All Star Superman, regia di Sam Liu (2011)
- Lanterna Verde - I cavalieri di smeraldo (Green Lantern: Emerald Knights), regia di Lauren Montgomery (2011)
- Batman: Year One, regia di Lauren Montgomery e Sam Liu (2011)
- Justice League: Doom, regia di Lauren Montgomery (2012)
- Superman vs. The Elite, regia di Michael Chang (2012)
- Batman: The Dark Knight Returns, Part 1, regia di Jay Oliva (2012)
- Batman: The Dark Knight Returns, Part 2, regia di Jay Oliva (2013)
- Superman: Unbound, regia di James Tucker (2013)
- Batman: Assault on Arkham, regia di Jay Oliva (2014)
- Justice League: Gods and Monsters, regia di Sam Liu (2015)
- Batman: The Killing Joke, regia di Sam Liu (2016)
- Batman contro Jack lo squartatore (Batman: Gotham by Gaslight), regia di Sam Liu (2018)
- Superman: Red Son, regia di Sam Liu (2020)
- Batman: Soul of the Dragon, regia di Sam Liu (2021)
- Injustice, regia di Matt Peters (2021)
- Catwoman: Braccata (Catwoman: Hunted), regia di Shinsuke Terasawa (2022)
- Batman and Superman: Battle of the Super Sons, regia di Matt Peters (2022)
- Batman: The Doom That Came to Gotham, regia di Cristopher Berkeley e Sam Liu (2023)
- Justice League x RWBY - Supereroi e cacciatori - Parte 1 (Justice League x RWBY: Super Heroes & Huntsmen Part I), regia di Kerry Shawcross (2023)
- Justice League x RWBY - Supereroi e cacciatori - Parte 2 (Justice League x RWBY: Super Heroes & Huntsmen Part II), regia di Dustin Matthews e Yssa Badiola (2023)
- Watchmen - Capitolo 1 (Watchmen Chapter I), regia di Brandon Vietti (2024)
- Watchmen - Capitolo 2 (Watchmen Chapter II), regia di Brandon Vietti (2024)
- Aztec Batman: Clash of Empires, regia di Juan Meza-León (2025)

### DC Showcase
- The Spectre, regia di Joaquim Dos Santos (2010)
- Jonah Hex, regia di Joaquim Dos Santos (2010)
- Green Arrow, regia di Joaquim Dos Santos (2010)
- Superman/Shazam!: The Return of Black Adam, regia di Joaquim Dos Santos (2010)
- Catwoman, regia di Lauren Montgomery (2011)
- Sgt. Rock, regia di Bruce Timm (2019)
- Death, regia di Sam Liu (2019)
- The Phantom Stranger, regia di Bruce Timm (2020)
- Adam Strange, regia di Butch Lukic (2020)
- Batman: Death in the Family, regia di Brandon Vietti (2020)
- Kamandi: The Last Boy on Earth!, regia di Matt Peters (2021)
- The Losers, regia di Milo Neuman (2021)
- Blue Beetle, regia di Milo Neuman (2021)

## Risultati di vendita
Le cifre seguenti rappresentano gli incassi di vendita dei DVD e, quando disponibili, dei Blu-ray negli Stati Uniti.
| Titolo                                        | Incasso      | Fonte  |
| --------------------------------------------- | ------------ | ------ |
| Superman: Doomsday - Il giorno del giudizio   | $12,266,573  | [ 1 ]  |
| Justice League: The New Frontier              | $5,854,225   | [ 2 ]  |
| Batman - Il cavaliere di Gotham               | $9,545,390   | [ 3 ]  |
| Wonder Woman                                  | $9,904,313   | [ 4 ]  |
| Lanterna Verde - Prima missione               | $9,755,558   | [ 5 ]  |
| Superman-Batman: nemici pubblici              | $11,014,346  | [ 6 ]  |
| Justice League: La crisi dei due mondi        | $8,648,977   | [ 7 ]  |
| Batman: Under the Red Hood                    | $12,411,958  | [ 8 ]  |
| Superman/Batman: Apocalypse                   | $8,839,887   | [ 9 ]  |
| Superman/Shazam!: The Return of Black Adam    | $5,983,521   | [ 10 ] |
| All Star Superman                             | $7,539,076   | [ 11 ] |
| Lanterna Verde - I cavalieri di smeraldo      | $5,749,225   | [ 12 ] |
| Batman: Year One                              | $6,137,182   | [ 13 ] |
| Justice League: Doom                          | $7,539,282   | [ 14 ] |
| Superman vs. The Elite                        | $3,184,408   | [ 15 ] |
| Batman: The Dark Knight Returns, Part 1       | $6,006,141   | [ 16 ] |
| Batman: The Dark Knight Returns, Part 2       | $4,315,736   | [ 17 ] |
| Superman: Unbound                             | $3,541,088   | [ 18 ] |
| Justice League: The Flashpoint Paradox        | $5,315,591   | [ 19 ] |
| Justice League: War                           | $5,821,770   | [ 20 ] |
| Son of Batman                                 | $7,056,870   | [ 21 ] |
| Batman: Assault on Arkham                     | $5,979,226   | [ 22 ] |
| Justice League: Il Trono di Atlantide         | $4,674,501   | [ 23 ] |
| Batman vs. Robin                              | $4,657,085   | [ 24 ] |
| Justice League: Gods and Monsters             | $2,972,092   |        |
| Batman: Bad Blood                             | $4,865,442   |        |
| Justice League vs. Teen Titans                | $4,865,442   |        |
| Batman: The Killing Joke                      | $8,994,247   |        |
| Justice League Dark                           | $3,318,438   |        |
| Teen Titans: The Judas Contract               | $3,272,927   |        |
| Batman and Harley Quinn                       | $2,247,876   |        |
| Batman: Gotham by Gaslight                    | $4,697,126   |        |
| Suicide Squad: Hell to Pay                    | $2,865,568   |        |
| The Death of Superman                         | $6,546,576   |        |
| Reign of the Supermen                         | $3,773,664   |        |
| Justice League vs. the Fatal Five             | $2,185,458   |        |
| Batman: Hush                                  | $3,597,264   |        |
| Wonder Woman: Bloodlines                      | $1,718,374   |        |
| Superman: Red Son                             | $2,032,174   |        |
| Justice League Dark: Apokolips War            | $5,513,095   |        |
| Superman: Man of Tomorrow                     | $3,400,133   |        |
| Batman: Death in the Family                   | $3,675,151   |        |
| Batman: Soul of the Dragon                    | $2,421,468   |        |
| Justice Society: World War II                 | $3,617,118   |        |
| Batman: The Long Halloween, Part One          | $3,607,779   |        |
| Batman: The Long Halloween, Part Two          | $2,551,203   |        |
| Injustice                                     | $2,668,958   |        |
| Catwoman: Hunted                              | $406,379     |        |
| Constantine: The House of Mystery             | $401,011     |        |
| Green Lantern: Beware My Power                | $775,269     |        |
| Batman and Superman: Battle of the Super Sons | $1,356,148   |        |
| Totale:                                       | $260,088,309 | —      |
| Media:                                        | $5,099,771   | —      |